# Ochyrocera corozalensis
Espèce
Ochyrocera corozalensis est une espèce d'araignées aranéomorphes de la famille des Ochyroceratidae.

## Distribution
Cette espèce est endémique du Venezuela.

## Publication originale
- González-Sponga, 2001 : Arácnidos de Venezuela: cinco nuevas especies del género Ochyrocera y redescripción de Ochyrocera vesiculifera Simon, 1892 (Araneae: Ochyroceratidae). Memoria de la Fundación La Salle de Ciencias Naturales, vol. 60, no 153, p. 87-101.